# Piłka nożna w Anglii (1898/1899)
Sezon 1898/1899 był 28. w historii angielskiej piłki nożnej.

## Zwycięzcy poszczególnych rozgrywek klubowych w Anglii
| Rozgrywka       | Zwycięzca        |
| --------------- | ---------------- |
| First Division  | Aston Villa      |
| Second Division | Manchester City  |
| FA Cup          | Sheffield United |

## Rozgrywki ligowe

### First Division
|    |                         | M  | Z  | R  | P  | B+ | B- | RB    | Pkt |
| -- | ----------------------- | -- | -- | -- | -- | -- | -- | ----- | --- |
| 1  | Aston Villa             | 34 | 19 | 7  | 8  | 76 | 40 | 1.900 | 45  |
| 2  | Liverpool               | 34 | 19 | 5  | 10 | 49 | 33 | 1.485 | 43  |
| 3  | Burnley                 | 34 | 15 | 9  | 10 | 45 | 47 | 0.957 | 39  |
| 4  | Everton                 | 34 | 15 | 8  | 11 | 48 | 41 | 1.171 | 38  |
| 5  | Notts County            | 34 | 12 | 13 | 9  | 47 | 51 | 0.922 | 37  |
| 6  | Blackburn Rovers        | 34 | 14 | 8  | 12 | 60 | 52 | 1.154 | 36  |
| 7  | Sunderland              | 34 | 15 | 6  | 13 | 41 | 41 | 1.000 | 36  |
| 8  | Wolverhampton Wanderers | 34 | 14 | 7  | 13 | 54 | 48 | 1.125 | 35  |
| 9  | Derby County            | 34 | 12 | 11 | 11 | 62 | 57 | 1.088 | 35  |
| 10 | Bury                    | 34 | 14 | 7  | 13 | 48 | 49 | 0.980 | 35  |
| 11 | Nottingham Forest       | 34 | 11 | 11 | 12 | 42 | 42 | 1.000 | 33  |
| 12 | Stoke City              | 34 | 13 | 7  | 14 | 47 | 52 | 0.904 | 33  |
| 13 | Newcastle United        | 34 | 11 | 8  | 15 | 49 | 48 | 1.021 | 30  |
| 14 | West Bromwich Albion    | 34 | 12 | 6  | 16 | 42 | 57 | 0.737 | 30  |
| 15 | Preston North End       | 34 | 10 | 9  | 15 | 44 | 47 | 0.936 | 29  |
| 16 | Sheffield United        | 34 | 9  | 11 | 14 | 45 | 51 | 0.882 | 29  |
| 17 | Bolton Wanderers        | 34 | 9  | 7  | 18 | 37 | 51 | 0.725 | 25  |
| 18 | Sheffield Wednesday     | 34 | 8  | 8  | 18 | 32 | 61 | 0.525 | 24  |

### Second Division
|    |                      | M  | Z  | R  | P  | B+ | B-  | RB    | Pkt |
| -- | -------------------- | -- | -- | -- | -- | -- | --- | ----- | --- |
| 1  | Manchester City      | 34 | 23 | 6  | 5  | 92 | 35  | 2.629 | 52  |
| 2  | Glossop North End    | 34 | 20 | 6  | 8  | 76 | 38  | 2.000 | 46  |
| 3  | Leicester City       | 34 | 18 | 9  | 7  | 64 | 42  | 1.524 | 45  |
| 4  | Manchester United    | 34 | 19 | 5  | 10 | 67 | 43  | 1.558 | 43  |
| 5  | New Brighton Tower   | 34 | 18 | 7  | 9  | 71 | 52  | 1.365 | 43  |
| 6  | Walsall              | 34 | 15 | 12 | 7  | 79 | 36  | 2.194 | 42  |
| 7  | Woolwich Arsenal     | 34 | 18 | 5  | 11 | 72 | 41  | 1.756 | 41  |
| 8  | Birmingham City      | 34 | 17 | 7  | 10 | 85 | 50  | 1.700 | 41  |
| 9  | Port Vale            | 34 | 17 | 5  | 12 | 56 | 34  | 1.647 | 39  |
| 10 | Grimsby Town         | 34 | 15 | 5  | 14 | 71 | 60  | 1.183 | 35  |
| 11 | Barnsley             | 34 | 12 | 7  | 15 | 52 | 56  | 0.929 | 31  |
| 12 | Lincoln City         | 34 | 12 | 7  | 15 | 51 | 56  | 0.911 | 31  |
| 13 | Burton Swifts        | 34 | 10 | 8  | 16 | 51 | 70  | 0.729 | 28  |
| 14 | Gainsborough Trinity | 34 | 10 | 5  | 19 | 56 | 72  | 0.778 | 25  |
| 15 | Luton Town           | 34 | 10 | 3  | 21 | 51 | 95  | 0.537 | 23  |
| 16 | Blackpool            | 34 | 8  | 4  | 22 | 49 | 90  | 0.544 | 20  |
| 17 | Loughborough         | 34 | 6  | 6  | 22 | 38 | 92  | 0.413 | 18  |
| 18 | Darwen               | 34 | 2  | 5  | 27 | 22 | 141 | 0.156 | 9   |

M = rozegrane mecze; Z = zwycięstwa; R = remisy; P = porażki; B+ = bramki zdobyte; B- = bramki stracone; RB = stosunek bramek zdobytych do bramek straconych; Pkt = punkty